# Falleron
Falleron é uma comuna francesa na região administrativa da Pays de la Loire, no departamento de Vendéia. Estende-se por uma área de 28,64 km². Em 2010 a comuna tinha 1 632 habitantes (densidade: 57 hab./km²).